# ヤニス・ハジ
ヤニス・ハジ（ルーマニア語: Ianis Hagi, 1998年10月22日 - ）は、トルコ・イスタンブール出身のルーマニアのサッカー選手。ルーマニア代表。ポジションはミッドフィールダー。
父親は現役時代に東欧のマラドーナと呼ばれたルーマニアのサッカー選手であるゲオルゲ・ハジ。

## クラブ経歴

### 初期
父ゲオルゲがガラタサライ在籍時に誕生した。10歳の時に、ゲオルゲ・ハジ・アカデミーに入団すると、2014-15シーズンは父親が監督を務めるヴィトルル・コンスタンツァのトップチームに昇格し、2014年12月5日に行われたホームのボトシャニ戦でリーガ1デビューを果たした。2015年5月29日にアウェーのボトシャニ戦に初めてスタメン出場すると、その試合で初得点を記録した。6月にはチームのキャプテンとなった。
2015年8月のCSコンコルディア・キアジナではPKを失敗したものの、数日後の8月21日のACSポリ・ティミショアラ戦でリーガ1での2点目のゴールを挙げた。10月にガーディアンにより、1998年生まれの世界で最も優れた若手サッカー選手50人に選ばれた。

### フィオレンティーナ
2015年の春にセリエAのACFフィオレンティーナが保有権を獲得し、イタリアでプロ契約が結べる年齢まではヴィトルル・コンスタンツァにレンタルという形で所属することとなった。2016年7月10日にオプションを行使し、完全移籍することが同クラブ公式ウェブサイトにより発表された。移籍金は200万ユーロ。10月23日、カリアリ・カルチョ戦にヨシップ・イリチッチとの交代で途中出場し、セリエAデビューを果たした。
2017年4月、ゴールデンボーイ賞にノミネートされた。

### ヴィトルル・コンスタンツァ復帰
2018年1月18日、FCヴィトルル・コンスタンツァに移籍金200万ユーロで復帰した。フィオレンティーナは、将来の移籍金の30パーセントを受け取る権利を有する。7月には、再びゴールデンボーイ賞にノミネートされた。復帰後、公式戦53試合に出場して20ゴールを挙げた。2019年5月25日、クパ・ロムニエイ決勝のAFCアストラ・ジュルジュ戦に勝利し、初のタイトルを獲得した。

### ヘンク
2019年7月12日、KRCヘンクに移籍し、5年契約を締結した。移籍金は、ボーナスを含めて800万ユーロや、ヴィトルル・コンスタンツァが将来の移籍金の15パーセントを得る権利を有した上で1000万ユーロと様々に報じられた。ヴィトルル・コンスタンツァの代表者のゲオルゲ・ポペスクは、将来の移籍金の利益を得る権利を有していることを認めた。
2019年7月26日、ベルギー・ファースト・ディビジョンAの開幕戦KVコルトレイク戦に途中出場してデビューすると、決勝点を挙げて勝利に貢献した。9月28日、シント＝トロイデンVV戦ではPKで異なる足でのキックから2ゴールを挙げ、さらにテオ・ボンゴンダのゴールをアシストした。UEFAチャンピオンズリーグのグループステージは5試合に出場したが、チームはグループ最下位に終わった。

### レンジャーズ
2020年1月31日、レンジャーズFCに期限付き移籍で加入。期間は2019-20シーズン終了までで買取オプションが付帯する。移籍の翌日、アバディーンFC戦で移籍後初出場を果たした。2月5日、ハイバーニアンFC戦に先発出場し、決勝点を挙げた。2月20日、UEFAヨーロッパリーグのSCブラガ戦で2ゴールを挙げて、3-2での勝利に貢献した。2020年5月下旬、レンジャーズに完全移籍したことが発表された。
2020-21シーズン、チームはスコティッシュ・プレミアシップで優勝した。このシーズン、リーグ最多となる11アシストを記録した。2021年5月17日、レンジャーズの最優秀若手選手に選出された。
2022年1月21日、スコティッシュカップのスターリング・アルビオンFC戦で膝に重傷を負ってしまい、2021-22シーズンの残り試合を欠場することになってしまった。離脱期間は1年にも及び、2023年1月28日のセント・ジョンストンFC戦で復帰を果たした。
2023年8月27日、1年間の期限付き移籍でデポルティーボ・アラベスに加入。アラベスではラ・リーガ22試合を含む公式戦25試合に出場し、コパ・デル・レイの決勝トーナメントでは2得点を挙げた。2024年5月28日、レンジャーズに戻ることが発表された。
2025年5月20日、契約満了によりレンジャーズを退団することが発表された。

## 代表経歴
ルーマニア代表では、U-15、U-17、U-18、U-19、U-21の年代でプレーした。2018年9月11日、U-21ボスニア・ヘルツェゴビナ代表戦では、コーナーキックから直接ゴールを決めた。その2か月後、UEFAネーションズリーグのリトアニア代表戦にクラウディウ・ケセルとの交代で途中出場し、A代表デビューを果たした。
U-21ルーマニア代表として史上2度目の出場となるUEFA U-21欧州選手権2019の代表メンバーに選ばれ、グループリーグと決勝トーナメントの全試合に出場した。U-21クロアチア代表戦とU-21イングランド代表戦でそれぞれゴールを挙げて、チームはグループ首位で決勝トーナメントに進出したが、準決勝でU-21ドイツ代表に2-4で敗れた。

## 人物
父親はルーマニアのサッカーを牽引したゲオルゲ・ハジであり、当人も次代の同国エースとして期待されている。父親のゲオルゲは「才能がありメンタル的な資質も十分だ。いつかルーマニア代表のキャプテンになるだろう」と息子ヤニスを評している。プレースタイルとしては、両足を遜色なく使いラストパスやアシストに優れており、「自由に動く10番」と評される。父親がドリブルやスピードを武器にゴールに向かう選手であったのに対し、ヤニスはパスやアシストでチームに貢献すると本人は自己評価している。ポジションは右WGを主戦場とし、トップ下やCFとしても起用されている。2019年夏には、父がかつて在籍していたFCバルセロナが、ヤニスの獲得に興味を示していると報じられた。

## 個人成績
| クラブ                       | シーズン | リーグ戦 | リーグ戦 | 国内大会 | 国内大会 | 国際大会 | 国際大会 | 合計 | 合計 |
| クラブ                       | シーズン | 試合     | 得点     | 試合     | 得点     | 試合     | 得点     | 試合 | 得点 |
| ---------------------------- | -------- | -------- | -------- | -------- | -------- | -------- | -------- | ---- | ---- |
| FCヴィトルル・コンスタンツァ | 2014-15  | 7        | 1        | 0        | 0        | 0        | 0        | 7    | 1    |
| FCヴィトルル・コンスタンツァ | 2015-16  | 31       | 3        | 1        | 0        | 0        | 0        | 32   | 3    |
| FCヴィトルル・コンスタンツァ | 2016-17  | 3        | 2        | -        | -        | -        | -        | 3    | 2    |
| ACFフィオレンティーナ        | 2016-17  | 2        | 0        | 0        | 0        | -        | -        | 2    | 0    |